# Haliees
Haliees (en grec antic: Ἁλιεῖς; gentilici Ἁλικός, hàlic) fou una ciutat de l'antiga Grècia situada a la Península Argòlida, a la costa oriental del golf Argòlid. Es tracta d'una localitat de pescadors, i el seu nom derivava del mot ἁλιεία (halieia, 'pesca'), segons que diu Estrabó.
El territori de la ciutat, anomenat Halíada (ἡ γῆ Ἁλιάς), era força reduït (menys de 100 km²), i ocupava la península que culmina en el cap de Colièrgia (Κολυεργία, actualment península de Kranidi), de manera que solament limitava amb el d'Hermíona.

## Història
Haliees era un petit poblat de pescadors quan, cap al segle vii aC, l'espartà Aneristos, fill d'Espèrties, va ocupar la ciutat i la va sotmetre a Esparta. Cap al 460 aC, Hermíona va cedir Haliees als habitants de Tirint, després que els argius els fessin fora de Tirint. D'aquesta manera, la localitat va créixer, i va començar a batre moneda amb el text ΤΙΡΥΝΘΙΩΝ ('dels tirintis'). Els atenesos van assolar la regió diverses vegades a final del segle v aC i començament del iv, segons Tucídides i Diodor de Sicília.
La ciutat va ser membre de la Lliga del Peloponnès, i al final de la guerra del Peloponnès va esdevenir una polis independent, segons que afirma Xenofont. Haliees va romandre del costat espartà fins a la batalla de Leuctra (371 aC, i a l'any 369 aC va ser capturada per Epaminondes.

## Descripció
A la península de Kranidi, una comissió francesa que va estudiar les ciutats antigues va trobar les restes de dos establiments, un al sud, a uns 5 km d'Hermíona, i l'altra al sud-oest, a la badia de Portokheli. El primer es correspon amb el port de Mases, pertanyent a Hermíona, mentre que el segon es correspon amb Haliees.
Les restes de la ciutat es troben parcialment sota l'aigua, i estan situades a l'extrem sud de la badia de Portokheli. L'acròpoli, que comptava amb un temple (dedicat potser a Atena), estava connectada amb la ciutat per una murada del segle v aC. Fora del recinte murat, hi havia un estadi, una estoa i dos temples, un dedicat a Apol·lo i l'altre a Asclepi. Es calcula una població d'uns 3.750 habitants.